# Puerto Serrano
Puerto Serrano – gmina w Hiszpanii, w prowincji Kadyks, w Andaluzji, o powierzchni 79,85 km². W 2011 roku gmina liczyła 7196 mieszkańców.